# Frankfurter Allgemeine Zeitung
Pour les articles homonymes, voir Allgemeine Zeitung et FAZ.
La Frankfurter Allgemeine Zeitung (FAZ, littéralement « Journal général de Francfort ») est l'un des trois quotidiens allemands les plus lus. Son édition du dimanche est nommée Frankfurter Allgemeine Sonntagszeitung (littéralement « Journal du dimanche général de Francfort »).
Distribuée dans 148 pays, la FAZ est le quotidien allemand le plus diffusé à travers le monde (environ un million de lecteurs par jour).

## Ligne éditoriale
Indépendant de tout parti politique, le quotidien est de tendance conservatrice et libérale. Il possède son propre réseau de correspondants. Sa ligne éditoriale n'est pas définie par un directeur mais par un collège de quatre responsables. Pendant longtemps, comme les anciennes formules du Monde en France, la une de la FAZ n'a pas présenté de photographies, sauf les :
- 4 octobre 1990 : photo du Reichstag à Berlin à l'occasion de la réunification allemande ;
- 12 septembre 2001 : photos du World Trade Center à New York et du président américain George W. Bush à l'occasion de l'attentat terroriste d'Al-Qaïda ;
- 4 avril 2005 : photo du pape Jean-Paul II à l'occasion de sa mort ;
- 20 avril 2005 : photo du nouveau pape, allemand, Benoît XVI.

Cela change en 2007, où une photo apparaît sur chaque première page de la FAZ.

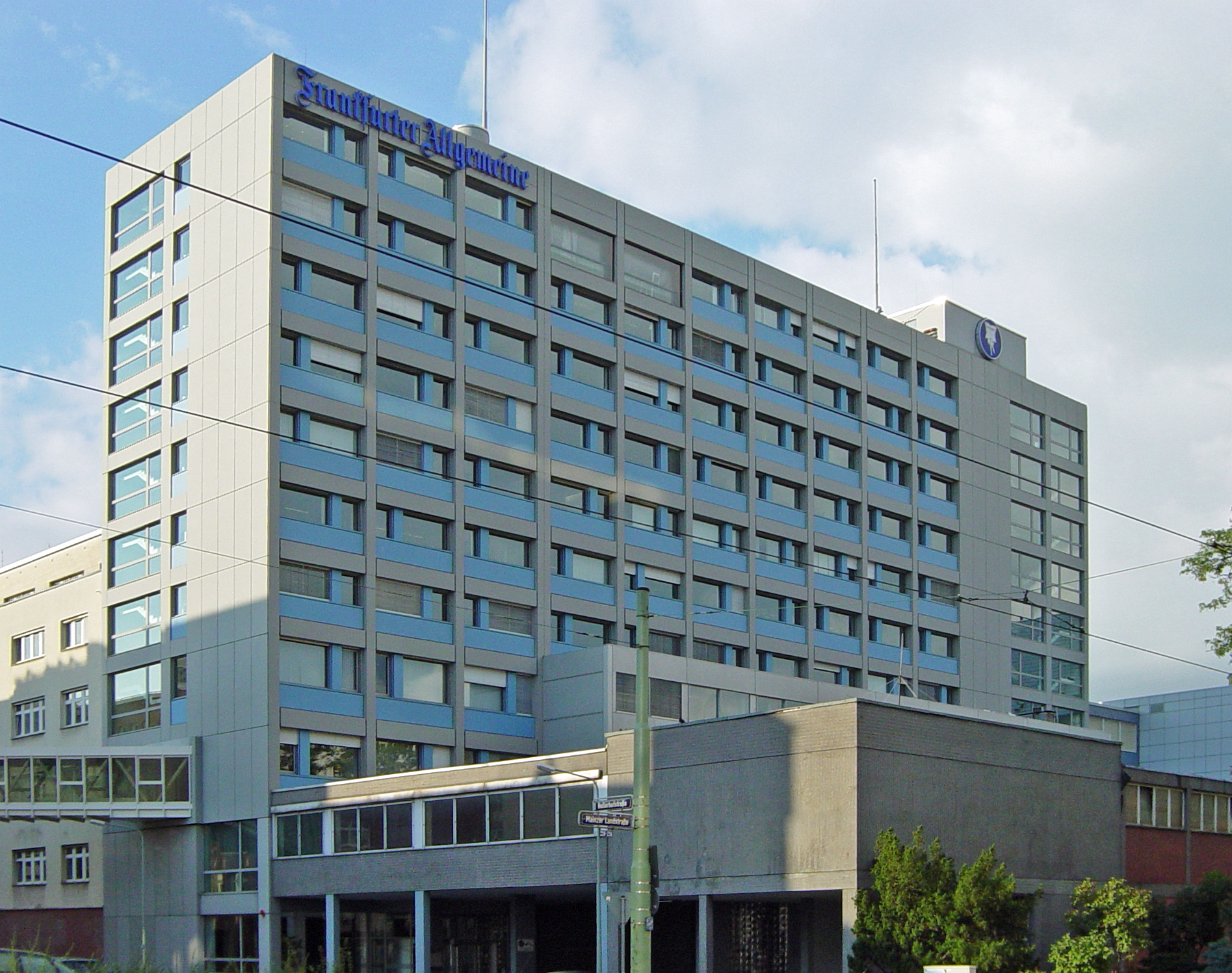
Le bâtiment de la FAZ, Hellerhofstr. 2–4, Frankfurt am Main.

## Historique
Le premier numéro de la FAZ paraît le 1er novembre 1949. Il est issu de la volonté de bailleurs de financiers allemands de disposer, après la guerre, d'un journal à audience nationale et internationale engagé dans la défense de leurs valeurs : celles de la libre entreprise et de la démocratie parlementaire. L'époque est alors incertaine, avec le partition de l'Europe en deux blocs aux valeurs politiques et économiques opposées. Les fondateurs du journal le veulent indépendant des partis politiques et inscrivent cette volonté dans l'article 2 de ses statuts.
Le journal peut appuyer le développement de son équipe rédactionnelle sur des ressources publicitaires importantes, jusqu'en janvier 2001, où une récession économique inédite, et la réduction sensible de ses revenus publicitaires, impose une diète.
Traditionnellement réputé pour sa présentation aride, avec peu d’illustrations et de couleurs, le journal introduit la couleur en 2007, ce qui fut contesté par une partie de son lectorat. En 2011, face à la montée des médias sur internet, il lance une version numérique. En 2014, compte-tenu de la diminution des ventes papiers, comme les autres journaux en Europe occidentale, et de l'emprise de plus en plus forte des géants du Web sur les budgets publicitaires, il se restructure à nouveau, réduit sa pagination, supprime quelques suppléments et réduit aussi son effectif,,.

## Anciens collaborateurs
- Line Hoven
- Klaus Peter Krause (de) (rédacteur en chef économie)
- Kurt Reumann (politique de l'éducation, en particulier les universités)
- Udo Ulfkotte